# Guozhuang (socken i Kina, Henan, lat 32,87, long 112,22)
Guozhuang (kinesiska: 郭庄, 郭庄回族乡) är en socken i Kina. Den ligger i provinsen Henan, i den centrala delen av landet, omkring 250 kilometer sydväst om provinshuvudstaden Zhengzhou. Antalet invånare är 7816. Befolkningen består av 3 845 kvinnor och 3 971 män. Barn under 15 år utgör 27,0 %, vuxna 15-64 år 63 %, och äldre över 65 år 9,0 %.
Genomsnittlig årsnederbörd är 843 millimeter. Den regnigaste månaden är augusti, med i genomsnitt 143 mm nederbörd, och den torraste är januari, med 7 mm nederbörd.